# Russula groenlandica
Russula groenlandica är en svampart som tillhör divisionen basidiesvampar, och som beskrevs av Routs. och Vauras. Russula groenlandica ingår i släktet kremlor, och familjen kremlor och riskor. Arten har ej påträffats i Sverige.